# Partito Repubblicano del Lavoro e della Giustizia
Il Partito Repubblicano del Lavoro e della Giustizia (in bielorusso Рэспубліканская партыя працы і справядлівасці?, in russo Республиканская партия труда и справедливости?) è un partito politico di centro-sinistra con correnti interne di sinistra in Bielorussia. Il partito sostiene il governo del presidente Alexander Lukashenko.
Nel 2019 ha partecipato alle elezioni parlamentari.
In occasione delle proteste del 2020 si è schierato a favore del governo.

## Risultati elettorali
| Elezione          | Voti    | %    | Seggi   | Posizione               |
| ----------------- | ------- | ---- | ------- | ----------------------- |
| Parlamentari 1995 |         |      | 3 / 198 | Opposizione             |
| Parlamentari 2000 |         |      | 2 / 110 | Opposizione             |
| Parlamentari 2004 | 21.000  |      | 0 / 110 | extraparlamentari       |
| Parlamentari 2008 | 22.798  |      | 0 / 110 | extraparlamentare       |
| Parlamentari 2012 | 79.078  |      | 1 / 110 | Opposizione             |
| Parlamentari 2016 | 147.378 |      | 3 / 110 | Opposizione             |
| Parlamentari 2019 | 355.971 |      | 6 / 110 | Opposizione Maggioranza |
| Parlamentari 2024 | 504.592 | 7,3% | 8 / 110 | Opposizione             |